# 香港粵華酒店

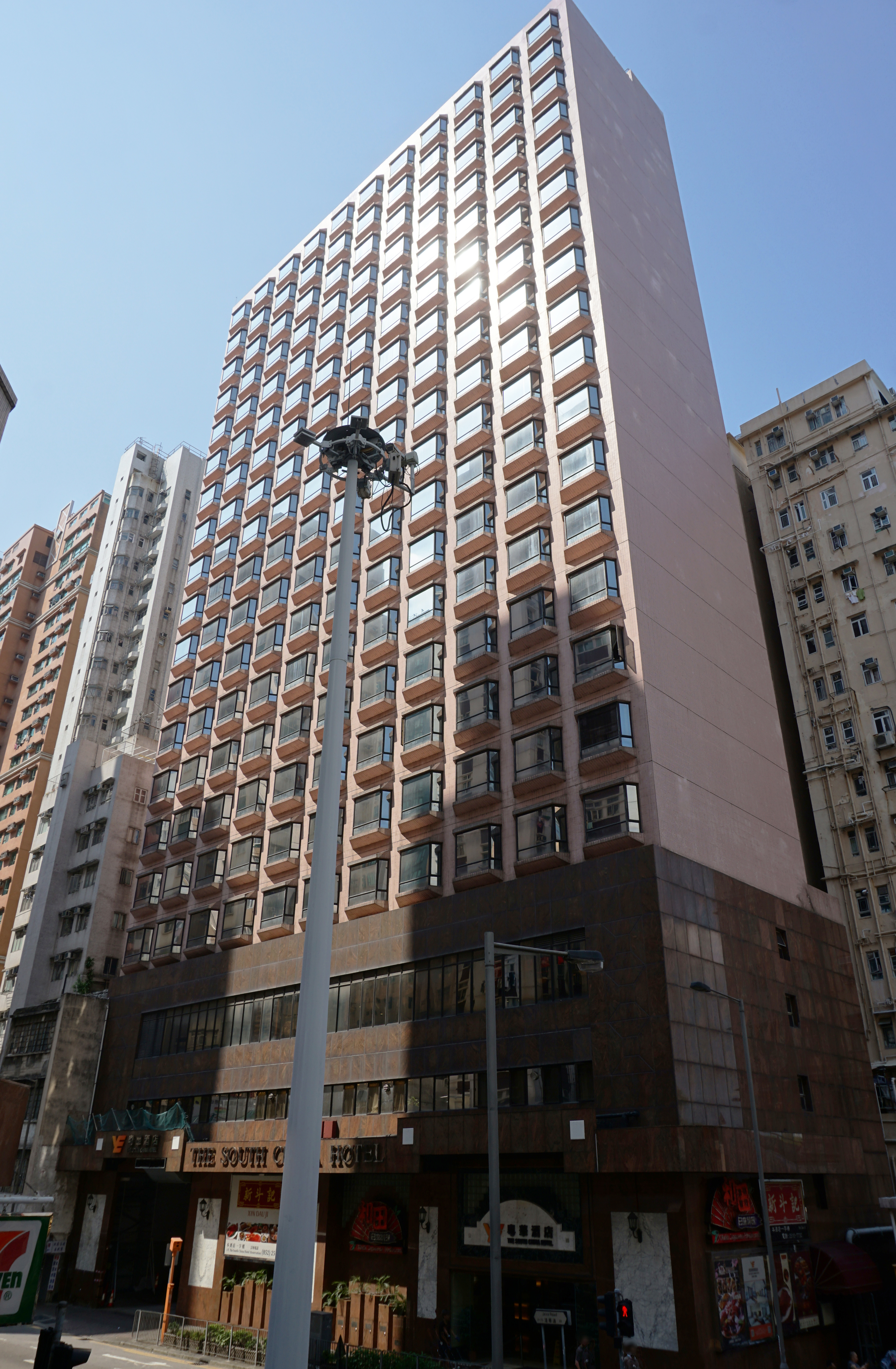
香港粵華酒店

22°17′32″N 114°11′54″E / 22.29210°N 114.19832°E
香港粵華酒店（英語：South China Hotel）位於香港香港島北角渣華道67-75號，2006年曾以港幣3.1億元放售，但因技術性問題沒有成交，現為越秀地產旗下的酒店，未來或會重建，但暫時沒有詳細計劃。

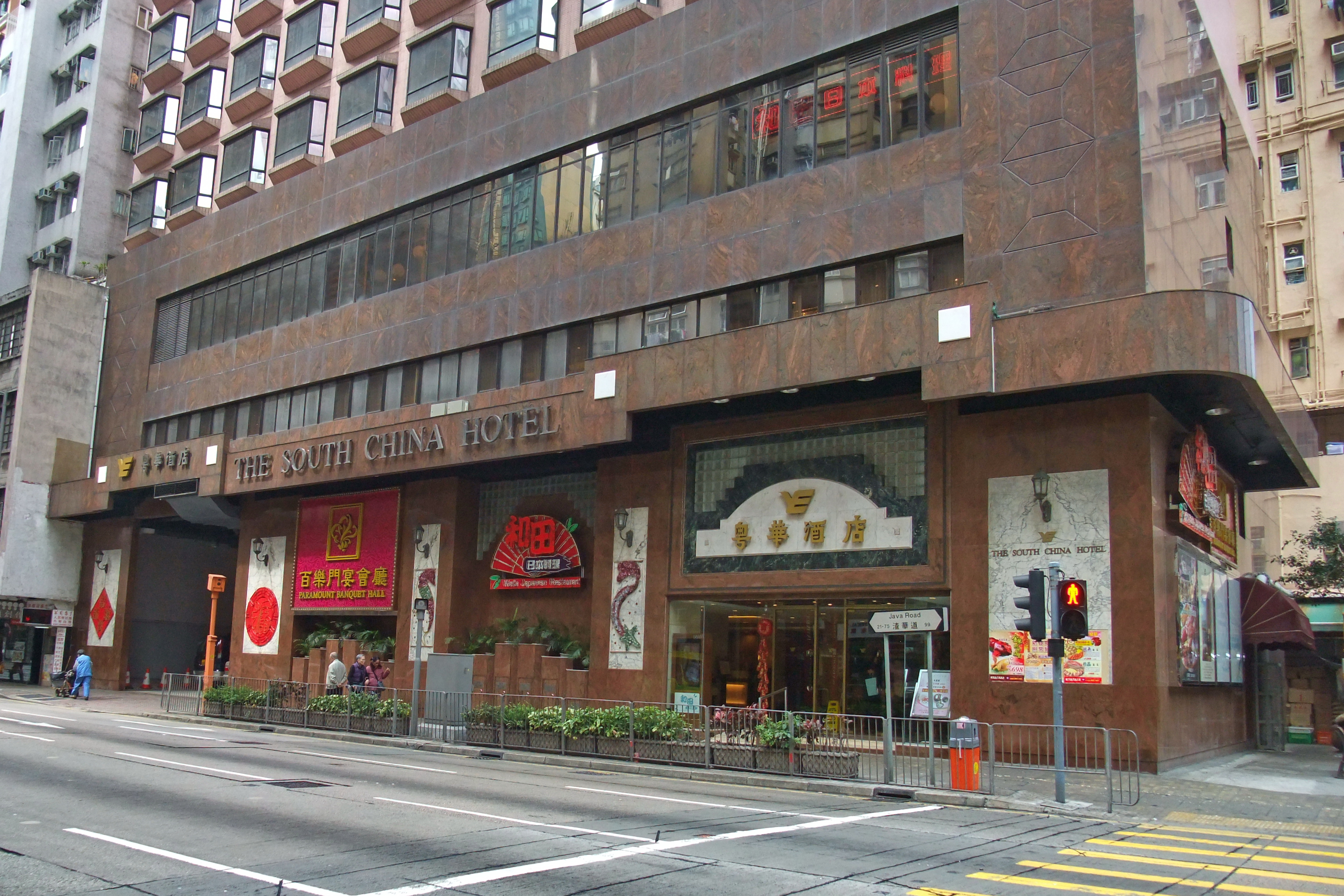
基座商號（2012年）

最終，酒店於2020年1月結業。被重建後，雅詩閣集團接手建築物，改名香港雅詩閣服務公寓。